# Elephants in Paradise
Elephants in Paradise ist eine Metal-Band aus Wien, Österreich.

## Geschichte

### Anfänge (2016–2017)
Elephants in Paradise wurde Ende 2016 in Wien von den Musikern Cara Cole, Rupert Träxler, Christoph Scheffel und Rainer Lidauer gegründet. Sie arbeiteten gemeinsam am ersten Album und veröffentlichten dafür 2017 die ersten beiden Singles Breaking Bad und Feeding a Lie.

### AlbumWake Upund erste Live Shows (2018–2019)
Am 16. Februar 2018 erschien ihr Debütalbum Wake Up beim Label Edelstahl Records - a Division of Danse Macabre aus Berlin. Das erste Album schaffte es von 0 auf Platz 9 in den Deutschen alternativen Charts.
Die erste Show spielten die vier Wiener am 22. März 2018 im Chelsea in Wien, Österreich. Weitere Live-Auftritte fanden 2018 und 2019 u. a. auf dem Donauinselfest, dem größten Open-Air-Festival in Europa mit freiem Eintritt, im Club Cult Nürnberg, dem Burgrock Openair Perchtoldsdorf und der Night of Female Fronted Bands in Graz statt.

### Änderungen und Aufnahmen (2019–2020)
2019 wechselte die Band zum Label BleedingStar Music Services aus Österreich. Ende des Jahres trennten sich die Wege von Rainer Lidauer (Schlagzeug).
Eine Tournee durch Österreich und Deutschland war für Mai/Juni 2020 fixiert, musste jedoch aufgrund der Corona-Pandemie abgesagt werden. Die drei Musiker Cara Cole, Rupert Träxler und Christoph Scheffel arbeiteten zu dritt weiter an einem neuen Album.

### Extinction - Trilogyund Europa-Tour (2021–2022)
Drei Release-Termine gab es für die 2021 erschienene EP-Trilogie, die sich aus den Kapiteln Extinction - Appetite, Extinction - Ignorance und Extinction - Destruction zusammensetzt. Jedes der drei Kapitel enthält drei Lieder, die vorerst nur digital auf allen gängigen Plattformen erschienen sind.
Borka Hess aus Estland saß für die drei Produktionen hinter dem Schlagzeug. Er erschien außerdem im Musikvideo zu Black Widow.
Zwei Jahre nach ihrem letzten Auftritt hatten Elephants in Paradise am 28. März 2022 in Wieselburg ihr Bühnendebüt mit ihren neuen Songs der Extinction Trilogy. Es folgten weitere Auftritte in Österreich. Neues Bandmitglied hinter dem Schlagzeug ist nun Max Haas.
Die geplante Europa-Tournee mit dem Headliner Imperial Age fand im September 2022 statt. Die Konzerte führten durch Deutschland, Schweiz, Frankreich, Spanien, Portugal, Italien, Belgien und Niederlande.
Begleitend zur Europa-Tournee erschien auch ein physisches Album von Extinction-Trilogy.

## Stil
Die Basis ihrer Musik bilden Metal-Klänge mit melodiösen Refrains und Einflüssen aus Progressive Rock, Alternative Metal und Metalcore.

## Diskografie
Alben
- 2022: Extinction (BleedingStar Music Services)[16]
- 2018: Wake Up (Edelstahl Records)[17][18]

EPs - "Extinction Trilogy"
- 2021: Extinction - Destruction (BleedingStar Music Services)
- 2021: Extinction - Ignorance (BleedingStar Music Services)
- 2021: Extinction - Appetite (BleedingStar Music Services)

Singles
- 2017: Breaking Bad (Edelstahl Records)
- 2017: Feeding a Lie (Edelstahl Records)

## Musikvideos
Elephants in Paradise ist für actionreiche Videos bekannt, die alle in aufwändiger Selbstproduktion mit Christoph Scheffel (Bass) entstanden sind.
Das Videodebüt bildeten das 18+ Video „Breaking Bad“ – eine Hommage an die bekannte gleichnamige US-amerikanische Serie Breaking Bad – und „Feeding a Lie“ – ein Mitschnitt eines Auftrittes mit Feuer und Flammen ähnlich der deutschen Rockband Rammstein.

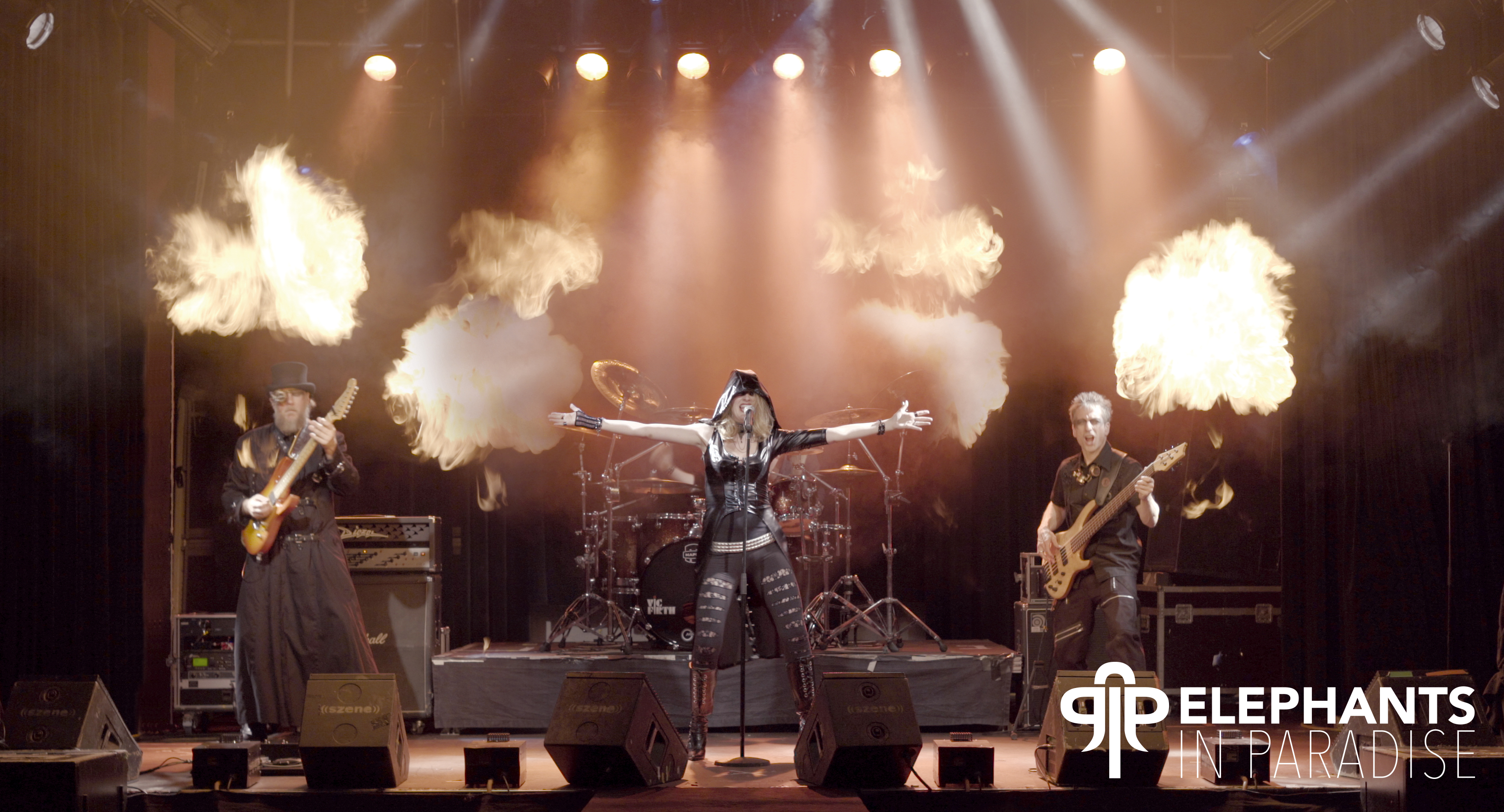
Elephants in Paradise bei einem Live-Auftritt mit dem Song "Feeding a Lie" mit Einsatz von Feuer und Pyrotechnik

## Auszeichnungen und Nominierungen
Innocent Award
Nominierung
- 2018: beste Young-Talentz-Band 2018 (Cute & Dangerous Magazin)[20]